# Anders Lund

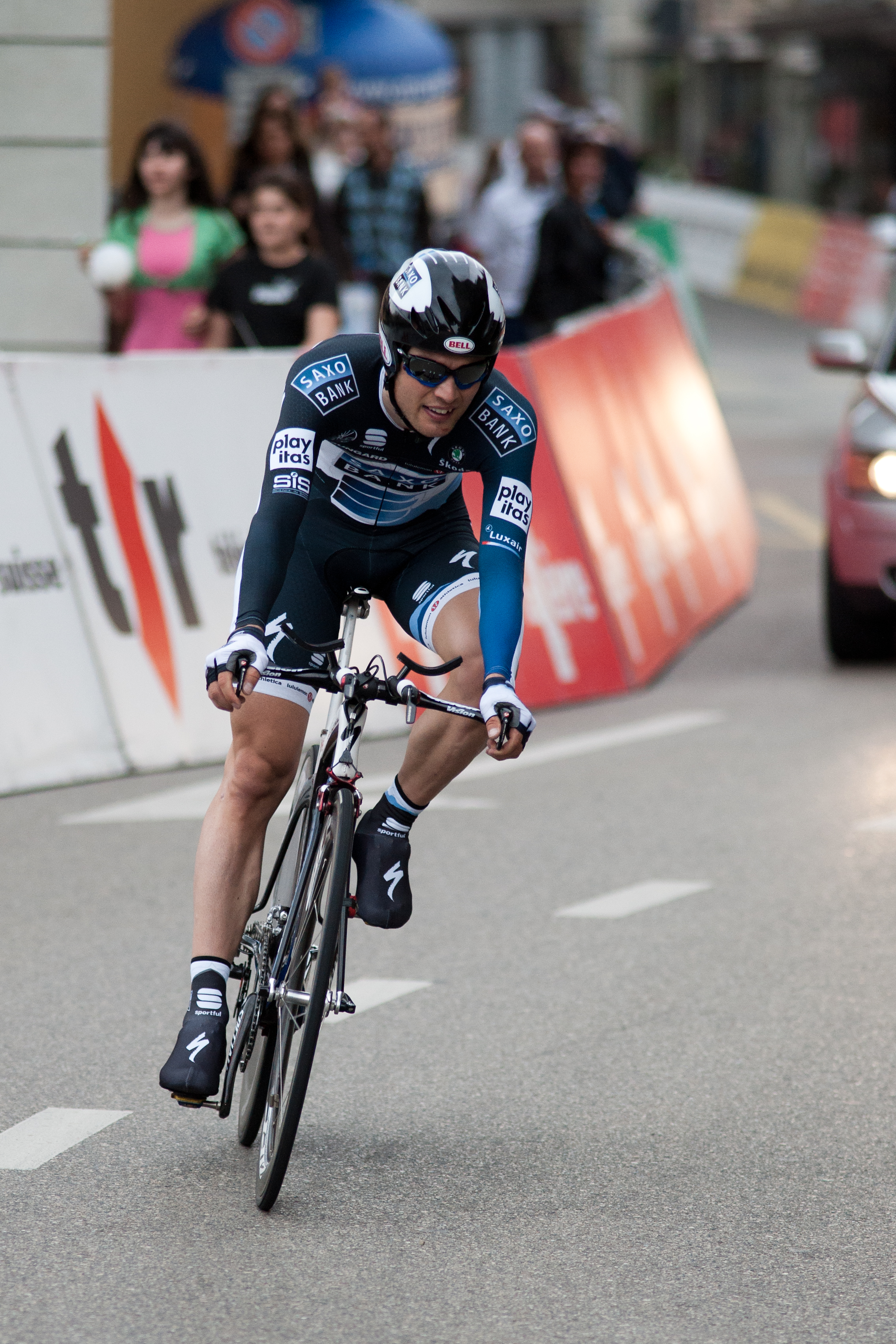
Anders Lund på etapp tre av 2010 års Romandiet runt.

Anders Lund, född 14 februari 1985 i Köpenhamn, är en dansk professionell tävlingscyklist som tävlar för UCI ProTour-stallet Team Saxo Bank.
Lund påbörjade sin cykelkarriär med att tävla för Ordrup Cycle Club i norra Köpenhamn. Som tonåring gick han med i Team PH, vilket senare bytte namn till Team GLS, där han cyklade med Matti Breschel och Chris Anker Sørensen, som även de nu tävlar med Team Saxo Bank. Lund blev professionell år 2007 med Team CSC, som Team Saxo Bank då kallades. 
Under säsongen 2005 slutade Lund tvåa på Liège-Bastogne-Liège för U23-cyklister bakom landsmannen Martin Pedersen. Han tog också silvermedaljen i Europamästerskapen i Moskva samma år.
Anders Lund blev professionell inför säsongen 2007 och under det året slutade han trea på etapp 6 av Benelux Tour. Året därpå, 2008, körde han sin första Grand Tour då han deltog i Giro d'Italia.
Under år 2009 cyklade Lund åter igen Giro d'Italia. Han slutade även på åttonde plats på Route Adélie de Vitré.